# Christina Santiago
Christina L. Santiago (Chicago, 15 ottobre 1981) è una modella e attrice statunitense di origini portoricane.

## Carriera
È diventata playmate del mese nell'agosto 2002 e playmate dell'anno nel 2003 per la rivista Playboy. Quando fu eletta Playmate dell'anno, la sua foto non apparve sulla copertina di Playboy: venne invece pubblicata la foto di Sarah Kozer e non venne neanche nominata nella prima pagina. Nel 2005 posò per il calendario sexy di costumi da bagno Playmates at Play at the Playboy Mansion: si trattava del primo tentativo della rivista statunitense di pubblicare dei calendari senza nudi integrali.

## Apparizioni nelle edizioni speciali
- Playboy's Book of Lingerie, Vol. 92, luglio 2003.
- Playboy's Exotic Beauties, Vol. 2, agosto 2003.
- Playboy's Playmate Review, Vol. 19, agosto 2003.
- Playboy's Nudes, settembre 2003.
- Playboy's Playmates in Bed, novembre 2003.
- Playboy's Book of Lingerie, Vol. 95, gennaio 2004.
- Playboy's Nude Playmates, aprile 2004.
- Playboy's Playmates in Bed, dicembre 2004.